# Stout ST
Stout ST (ST-1) – amerykański samolot torpedowy z okresu międzywojennego, pierwszy amerykański samolot wojskowy o konstrukcji całkowicie metalowej.

## Historia
W 1921 roku w amerykańskiej wytwórni Stout Metal Airplane Co., która wcześniej zajmowała się budową eksperymentalnych jednopłatowych samolotów o konstrukcji metalowej, opracowano na zlecenie amerykańskiego lotnictwa morskiego samolot torpedowy, który otrzymał oznaczenie ST. Był to górnopłat o konstrukcji całkowicie metalowej i był to pierwszy amerykański samolot tego typu o takiej konstrukcji. Samolot miał startować z lotnisk naziemnych, lecz przewidywano również wyposażenie go w pływaki aby mógł startować z wody.
Prototyp samolotu był gotowy w 1922 roku i jego pierwszy lot odbył się w dniu 25 kwietnia 1922 roku. W czasie tego lotu samolot uległ awarii. Wtedy też wycofano się z dalszych prac nad nim, a firma, której groziło bankructwo, weszła w skład koncernu Ford.

## Użycie w lotnictwie
Prototyp samolotu ST-1 wykonał tylko jeden lot, w czasie którego samolot uległ awarii. 

## Opis techniczny
Samolot ST-1 był górnopłatem o konstrukcji całkowicie metalowej. W przedniej części kadłuba znajdowała się kabina załogi, z przodu miejsce dla pilota, za nim obserwatora - strzelca pokładowego. Samolot posiadał podwozie klasyczne, stałe, przewidywano również montowania w nim pływaków.
Napęd stanowiły dwa silniki typu Packard V-1237, 12-cylindrowe, rzędowe, chłodzone cieczą. Silniki były umieszczone w gondolach na skrzydłach po obu stronach kadłuba.
Samolot był uzbrojony w 1 ruchomy karabin maszynowy kal. 7,62 mm umieszczony w kabinie obserwatora. Pod kadłubem miał zamocowane uchwyty do mocowania torpedy o masie 832 kg.